# 黃曉飛
黃曉飛，中國作曲家、指揮家，現任北京中國音樂學院教授。

## 生平
她從北京中央音樂學院作曲系畢業後，先是留在母校任教，後曾任湖北省歌舞團作曲、指揮，中國電影樂團客席指揮、東方歌舞團客席指揮。
1992年起擔任中國音樂學院正教授。
1994年到台灣台北中國文化大學中國音樂學系擔任客座教授，6月轉任高雄市實驗國樂團（現在的高雄市國樂團）客席指揮，1995年又獲聘擔任高雄市實驗國樂團客席指揮，1997年再任高雄市實驗國樂團客席指揮。 
1998年到1999年出任高雄市實驗國樂團1年期的駐團客席指揮。
2002年和2003年這2年在台灣台南縣官田鄉國立台南藝術學院（2004年8月1日改國立台南藝術大學）中國音樂學系擔任客座教授。
譜曲作品有《青年鋼琴協奏曲》（與劉詩昆、孫亦林、潘一鳴合作，1958年，中華人民共和國第1部鋼琴音樂大型作品，參見向乾坤〈毛泽东《同音乐工作者的谈话》与当代中国音乐发展的方向〉1文 ）、雙千金板胡高音板胡協奏曲《白毛女敘事曲》、《紅色娘子軍組曲》、二胡協奏曲《愛河之春》（台灣高雄市國樂團委約創作）、《車鼓迴旋曲》（使用台灣車鼓、歌仔音樂素材和特性樂器殼仔弦、大廣弦、台灣月琴，台灣台南市立民族管絃樂團委約創作，2003年4月26日在台灣台南市世界首演）、馬頭琴協奏曲《草原風情》（與丁魯峰合作）、馬頭琴協奏曲《憶》（與丁魯峰合作）等。
2002年5月9日，她指揮台南藝術學院國樂系學生樂團在台北市台灣國家音樂廳舉行《樣板戲音樂選粹》音樂會，親自指揮自己創作的《白毛女敘事曲》（雙千金板胡高音板胡協奏曲，取材自現代芭蕾舞劇《白毛女》音樂）、 《紅色娘子軍組曲》（與王竹林合作，取材自現代芭蕾舞劇《紅色娘子軍》音樂）、《沙家浜選段》（琵琶與樂隊，與曹文工合作，取材自現代京劇《沙家浜》音樂）等作品，獨奏家由客座教授俞遜發（笛）和專任教授湯良興（琵琶）、丁魯峰（雙千金板胡高音板胡）擔任。（首演是2002年5月3日在台南市國立成功大學，2002年5月13日的最後1場在高雄市），俞遜發演奏的《大紅棗之歌》（與箏重奏，取材自現代芭蕾舞劇《白毛女》音樂）、《打虎上山》（箏重奏，取材自現代京劇《智取威虎山》音樂）也是她的創作。

## 外部連結
- 中國音樂學院國樂系黃曉飛網頁 （页面存档备份，存于）

| 前任： 閻惠昌 | 高雄市國樂團駐團指揮 1997年—1999年 | 繼任： 郭哲誠（副指揮代理） |